# Ethereum
Ethereum este o platformă și sistem de operare open-source, distribuit, pe bază de blockchain, ce oferă posibilitatea implementării contractelor smart.Ether (ETH) este criptomoneda a cărui blockchain este generat de platforma Ethereum. Etherii pot fi transferați între conturi și utilizați pentru a recompensa participanții care minează (i.e. rezolvă calcule matematice pentru securizarea rețelei) pentru munca depusă. Ethereum oferă o mașină virtuală descentralizată de tip Turing-complete, numită Ethereum Virtual Machine (EVM), care poate executa script-uri folosind o rețea internațională de noduri publice. "Gazul" este un mecanism de stabilire a prețurilor de tranzacție, ce are rolul de a atenua spam-ul și de a aloca resurse în rețea.
Ethereum a fost propus la sfârșitul anului 2013 de către Vitalik Buterin, un cercetător de criptomonede și programator. Dezvoltarea a fost finanțată de către un crowdsale on-line, care a avut loc în perioada iulie - august 2014. Sistemul a fost lansat pe 30 iulie 2015, cu 11,9 milioane de monede "preminate" pentru finanțarea investitorilor din crowdsale. Această cantitate reprezintă aproximativ 13% din total de monede în circulație.
În 2016, ca urmare a colapsului proiectului DAO (din eng. Decentralized Autonomous Organisation, ro. Organizația Automomă Decentralizată), Ethereum a fost separat în două blockchain-uri – o versiune separată a devenit Ethereum (ETH), iar originalul a continuat ca Ethereum Clasic (ETC). Valoarea monedei Ethereum a crescut cu peste 13.000 la sută în anul 2017.
Ethereum a început să implementeze o serie de upgrade-uri numite Ethereum 2.0, care include o tranziție la proof of stake și are ca scop creșterea debitului tranzacțiilor folosind segmentarea.

## Istoria
Ethereum a fost lansat la sfârșitul anului 2013 într-un white paper (i.e. articol ce propune moneda și mecanismul de funcționare) de Vitalik Buterin, un programator ce lucra pentru Bitcoin Magazine cu obiectivul de a construi aplicații descentralizate. Buterin susținea că Bitcoin avea nevoie de un limbaj de scripting mult mai general, pentru dezvoltarea de aplicații. Cu toate astea, nu a reușit să obțină acordul comunității bitcoin, așa că a propus dezvoltarea unei platforme noi, cu un limbaj de scripting mai generalizat.
La momentul anunțului public în ianuarie 2014, echipa fondatoare Ethereum era alcătuită din Vitalik Buterin, Mihai Alisie, Anthony Di Iorio și Charles Hoskinson. Dezvoltarea formală a proiectului Ethereum a început în 2014 printr-o companie elvețiană, Ethereum Switzerland GmbH (EthSuisse). Ulterior a fost creată și o fundație non-profit, Ethereum Foundation (Stiftung Ethereum). Dezvoltarea a fost finanțată de către un crowdsale online în perioada iulie – august 2014, unde participanții au cumpărat monezi Ethereum (Etheri) folosind o altă monedă digitală, bitcoin. Deși proiectul Ethereum a fost lăudat pentru inovațiile sale tehnice, au existat de asemenea întrebări cu privire la securitate și scalabilitate.
În 2020 s-a raportat faptul că Ethereum a egalat Bitcoin în ceea ce privește transferul zilnic de valori (raport Messari).

### Istoricul actualizărilor
Versiunea inițială alfa a blockchain-ului Ethereum se numea Frontier. În aceasta versiune dezvoltatorii nu garantau securitatea.
Prima modernizare a blockchain-ului Ethereum a avut loc pe 14 mai 2016 la o înălțime de bloc de 1.150.000. Versiunea noua a protocolului a fost numită Homestead. Actualizarea a eliminat din rețea contractele Canary.
S-a anunțat că protecția rețelei bazată pe mining este planificată numai în etapa inițială, cu trecere ulterioară numai la proof-of-stake printr-un model hibrid în etapa intermediară. În același timp, cerințele ridicate pentru memoria video (GPU) au devenit protecție împotriva utilizării procesoarelor specializate (ASIC) pentru mining - la 2 iulie 2017 erau necesare 2,04 Gb.
Actualizarea Metropolis: Byzantium a marcat începutul trecerii la metoda Proof of Stake.
Lansarea Metropolis: Constantinople a avut loc pe 28 februarie 2019 și a pregătit rețeaua pentru trecerea la protocolul PoS Casper și anularea modelului anterior de mining, care a avut loc în primul trimestru al anului 2019.
Următorul upgrade Istanbul a fost planificat pe blocul # 9069000 (s-a presupus că acest lucru se va întâmpla pe 4 decembrie 2019), cu toate acestea, ca urmare, actualizarea a fost activată pe rețeaua principală Ethereum pe 8 decembrie 2019. Printre principalele obiective ale Istanbul-uluii se numărau asigurarea compatibilității blockchain-ului Ethereum cu criptomoneda anonimă Zcash și creșterea scalabilității rețelei datorită protocoalelor de dovadă cu divulgare zero SNARK și STARK. În plus, actualizarea a făcut dificilă efectuarea atacurilor DoS în rețea din cauza modificărilor în costul gazului pentru lansarea codurilor de funcționare. Istanbul a fost format din două părți, tranziția către partea a doua - Berlin a avut loc la 15 aprilie 2021.

### Ethereum 2.0
Dezvoltarea open-source este în prezent în curs de dezvoltare pentru o actualizare majoră la Ethereum cunoscută sub numele de Ethereum 2.0 sau Eth2.  Scopul principal al upgrade-ului este de a crește debitul tranzacțiilor pentru rețea de la curentul de aproximativ 15 tranzacții pe secundă la până la zeci de mii de tranzacții pe secundă.
Ethereum 2.0 este proiectat pentru a fi lansat în trei faze:
- „Faza 0”, cunoscută și ca „The Beacon Chain” a fost lansată la 1 decembrie 2020 și a creat Beacon Chain, un blockchain proof-of-stake (PoS) care va acționa ca centru central de coordonare și consens al Ethereum 2.0.[33][34][35]
- „Faza 1”, cunoscută și sub denumirea de „The Merge”, va fuziona lanțul Beacon cu actuala rețea Ethereum, trecându-și mecanismul de consens de la proof-of-work la proof-of-stake.[36] Începând cu 19 august 2021, este de așteptat să fie lansat în prima jumătate a anului 2022.[29]
- „Faza 2”, cunoscută și sub denumirea de „lanțuri segmentate” va implementa execuția de stat în lanțurile segmentate,[14] lanțul actual Ethereum 1.0 se așteaptă să devină unul dintre shard-urile Ethereum 2.0. Lanțurile de fragmente vor împrăștia sarcina rețelei în 64 de lanțuri noi. Începând cu 28 august 2021, este de așteptat să fie lansat în 2022.[30]

## Smart Contract
Un smart contract  este un program de calculator sau un protocol de tranzacție conceput pentru a executa, controla sau documenta în mod automat evenimente și acțiuni semnificative din punct de vedere juridic, în conformitate cu termenii unui contract sau acord. Obiectivele smart contractelor sunt de a reduce nevoia de intermediari de încredere, costurile de arbitraj și de aplicare, pierderile din fraudă și de a reduce excepțiile rău intenționate și accidentale.
Aparatele automate sunt menționate ca fiind cea mai veche tehnologie echivalentă cu implementarea smart contractelor. O carte albă din 2014 despre criptomoneda Ethereum descrie protocolul Bitcoin ca o versiune slabă a conceptului de smart contract, așa cum este definit de informaticianul, avocatul și criptograful Nick Szabo. Începând cu Bitcoin, diverse criptomonede acceptă limbaje de scripting care permit smart contracte mai avansate între părțile care nu au încredere.
Smart Contractele ar trebui să fie diferențiate de smart contractele legale. Acestea din urmă se referă la un acord tradițional, obligatoriu din punct de vedere juridic, în limbaj natural, în care anumiți termeni sunt exprimați și implementați în cod care poate fi citit de mașină.

## Platforma
Mașina virtuală Ethereum (EVM) este un mediu care rulează contracte inteligente Ethereum. Definiția oficială a EVM este specificată în Hârtia galbenă Ethereum de Gavin Wood [41] [42]. Este complet izolat de rețea, sistem de fișiere și alte procese de sistem gazdă. Fiecare nod Ethereum din rețea rulează un EVM și execută aceleași instrucțiuni. Mașinile virtuale Ethereum au fost programate în C ++, Go, Haskell, Java, Python, Ruby, Rust, Solidity, WebAssemblea (în curs de dezvoltare), Yul.

## Comparație cu bitcoin
Ether este diferit de Bitcoin ( criptomoneda cu cea mai mare capitalizare de piață cf. ianuarie 2018) în mai multe aspecte:
- Limbajul de scripting al Ethereum este Turing-complete, ceea ce permite crearea oricăror tipuri de aplicații pe plaformă.
- Ethereum permite crearea de smart contracts (contracte inteligente).
- Timpul de generare a unui bloc este între 14 și 15 secunde, în comparație cu 10 minute pentru bitcoin.[45]
- Pentru sistemul de consens de tip proof-of-work, Ethereum folosește algoritmul Ethash, care reduce avantajul circuitelor integrate specifice aplicațiilor (ASICs) în minerit.
- Taxele de tranzacție diferă în funcție de complexitatea de calcul, lățimea de bandă folosită și spațiul de stocare necesar (folosind sistemul de "gaz"), în timp ce tranzacțiile bitcoin concurează prin dimensiunea tranzacției, în octeți.[45]
- Unitățile de gaz au fiecare câte un preț care poate fi specificat într-o tranzacție. Acest lucru este de obicei măsurat în unități "Gwei". Tranzacțiile Bitcoin au, de obicei, taxele specificate în "satoshis" pe octet.
- Ethereum este planificat să schimbe mecanismul de consens în proof-of-stake. În prezent, Ethereum este un hibrid între proof-of-work și proof-of-stake.
- Spre deosebire de bitcoin, numărul de etheri care poate fi minerit nu este limitat.

## Aplicații

Capitalizarea pieței criptomonedelor, din 27 ianuarie 2018, în miliarde de dolari americani.

În ianuarie 2018 existau mai mult de 250 de aplicații live (DApps) dezvoltate pe Ethereum, iar alte sute erau în curs de dezvoltare. Diverse tipuri de aplicații pot fi dezvoltate pe platforma Ethereum, precum:
- Semnături digitale care se asigură de autenticitatea sau existența unor documente: bursa de valori din Luxembourg a dezvoltat un astfel de sistem.[48]
- Smart locks, i.e. lacăte/yale inteligente care se pot încuia/descuia automat folosind internetul, atunci când e.g. o anumită plată electronică ajunge într-un cont al deținătorului (e.g. hotel-ul): Slock.It[49]
- Monede digitale fixate la monede fiduciare.[50][51] Banca spaniolă Santander este implicată într-un astfel de proiect.[52]
- Monede digitale fixate la aur: Digix[7]
- Management îmbunătățit al drepturilor de autor în muzică: cântăreața Imogen Heap a folosit un astfel de sistem.[53]
- Platforme pentru prezicerea burselor: Augur, Gnosis[54][55] Stox[56]
- Platforme pentru crowdfunding: the DAO[57][58][59]
- Platforme de socializare cu stimuli economici: Backfeed,[60] Akasha[61]
- Piețe decentralizate: FreeMyVunk,[62] TransActive Grid[63]
- Transfer de bani internațional: Everex[64]
- Pariuri online: CoinPoker,[65]Etheroll[66]
- Management al încărcării mașinilor electrice: [67]
- Sisteme de identitate securizate: uPort[68][69]
- Sisteme ce au legătură cu economia muncii: Blocklancer,[70] Ethlance[71]
- Jocuri video: Cryptokitties, a cărui popularitate în Decembrie 2017 a cauzat rețeaua Ethereum să încetinească din cauza volumului de tranzacții.[72]

### ERC-20
ERC-20 (Ethereum Request for Comments 20) introduce un standard pentru tokenuri fungibile care au proprietatea de a fi exact la fel (în tip și valoare) cu alt token (un token ERC-20 acționează exact ca ETH-ul, însemnând că 1 token este și va fi întotdeauna egal cu toate celelalte tokenuri).

### ERC-721
Sunt token-uri care nu pot fi substituite între ele, fiecare fiind unic. De aceea, mai sunt denumite token-uri ce pot fi colecționate. Aceste tipuri de token nu sunt partajabile, astfel poate exista doar un token ERC-721 întreg sau multiplul său.

### ERC-777
Este un standard de simbol fungibil care îmbunătățește standardul ERC-20 existent.

## Piețe și magazine
Eterii pot fi tranzacționați la brokeri, exchange-uri de criptomonede, precum și prin mai multe portofele de criptomonede online. În ianuarie 2018, cel puțin 150 de magazine acceptau Etheri.